# 萨穆·卡斯蒂列霍
萨穆埃尔·卡斯蒂列霍·阿苏亚加（西班牙語：Samuel Castillejo Azuaga；1995年1月18日—）是一位西班牙足球運動員。在場上的位置是右邊鋒。現效力於馬來西亞超級足球聯賽球隊柔佛DT。他曾代表西班牙國家青年足球隊參賽。

## 俱乐部生涯
卡斯蒂列霍出生在巴塞罗那，因为他的父亲是国民警卫队，在那里驻扎了一段时间。然而，几个月后，他返回马拉加，几年后，他将进入马拉加足球俱乐部的较低级别。

### 马拉加
2011年7月20日，他在马拉加一线队与阿尔赖扬的友谊赛中首次亮相。在马拉加竞技进行了三场比赛，特别是在最后阶段，他在萨尔瓦·巴列斯塔的指挥下表现出色，在哈维·格拉西亚的指挥下参加了2014年马拉加季前赛。季前赛结束后，他被分配到29号，并成为第一阵容的一员。
他在2015年2月2日对阵巴伦西亚的比赛中打进了他的第一个进球。在马拉加度过了一个精彩的赛季后，他成为了联赛的启示球员之一，并于2015年夏天被西班牙U21国家队召集，这对马拉加球迷来说是完全意想不到的，萨穆·卡斯蒂莱霍被卖给了比利亚雷亚尔。

### 比利亚雷亚尔
2015年夏天，他被转会到比利亚雷亚尔，签署了一份为期五个赛季的合同。在卡斯特利翁俱乐部的队伍中，他参加了127场正式比赛，打进11球和13次助攻。

### AC米兰
2018年8月17日，卡斯蒂列霍与AC米兰正式签约。在他的第一个赛季，他参加了40场正式比赛，打进4球并助攻4次。
在他作为“红黑军团”的第二年，他仍然是球队的关键人物。他在2019-20赛季的第一个进球是在2020年1月15日意大利杯对阵斯帕尔的比赛中打进的，最终米兰以3-0获胜。

### 巴伦西亚
2022年7月12日，他转会到巴伦西亚并签约三年，就像在米兰发生的那样，他将再次接受詹纳罗·加图索的训练。
马来西亚柔佛队JDT
2025年2月27日。JDT官方在脸书宣布，他已经加入JDT队。网友普遍震惊，因为亳无预兆。他们对再次引入重量球员，感到骄傲。JDT也在公布他加入的帖子中写道：“ With over 300 games for LaLiga & Serie A clubs, Samu Castillejo is now a Southern Tiger!
Formerly at Malaga, Villarreal, AC Milan and Valencia.”表达了不可思议。